# Börje Eriksson
Börje Olof Lennart Eriksson, född 16 december 1942 i Nordmalings församling, Västerbottens län, är en styrke- och tyngdlyftare från Smedjebacken. Han innehar otaliga SM-guld och har innehaft världsrekord i bänkpress för veteraner. Eriksson är numera fortfarande aktivt tävlande och en drivande kraft i Smedjebackens AK.